# Led Apple
Led Apple (кор. 레드애플, реды эпхыль, обычно стилизовано как LEDApple или Ledapple) — это южнокорейская рок-группа из пяти участников, сформированная лейблом Startory Entertainment в 2010 году. Группа на данный момент состоит из Ён Чжуна, Хан Бёля, Хё Сока, Кван Ёна и Кю Мина.
Часть «Led» в названии Led Apple означает «Logic Egoism Delete (Удалить логику эгоизма)» и придерживались этой версии во время их дебюта, но перестали говорить об этом с момента выпуска их мини-альбома CODA. Вместо этого они заменили его более практическим объяснением «сияют также ярко как светодиод (LED) когда они выступают», которое постепенно стало относиться как их дань уважения к их образцу для подражания Led Zeppelin. Слово «Apple» в названии группы представляет их свежий образ как идолов и новой музыки, которую они выпускают. С 2011 года фанаты Led Apple официальны известны как «LEDA».
Группа дебютировала 6 октября 2010 года с синглом «Dash» (по-корейски: 대쉬), ремейк песни Пэк Чи Ён с тем же названием. С момента их дебюта группа выпустила шесть синглов и три мини-альбома.

## История

### 2010-11: Дебют, изменения в составе и растущая популярность
До дебюта участник Мин Ён являлся участником шоу Superstar K. Группа была впервые представлена 27 сентября 2010 года как новая «идол рок-группа» из пяти участников. Тизер их дебютного сингла был выпущен 29 сентября. 6 октября 2010 года Led Apple исполнили свой дебютный сингл «Dash», ремейк песни, спетой в оригинале Пэк Чи Ён на Пусанском Международном Кинофестивале, а музыкальное видео было выпущено на следующий день. Сингл был выпущен вместе с их сингл-альбомом Logic Egoism Delete. Позже они исполнили сингл 11 ноября 2010 года на Mnet’s M! Countdown в качестве своей дебютной сцены.
1 февраля 2011 участник I-OH объявил свой уход из группы по Twitter из-за туберкулёза, однако он заявил, что останется в компании. Вокалисты группы Мин Ён и Сон Хён позже ушли из-за личных причин, которые не были раскрыты общественности. Трое новых участников, Хё Сок, Чжэ Хун и Кю Мин, присоединились к группе для выпуска их мини-альбома Niga Mwonde (кор. 니가 뭔데; нига мвонде, «кем ты себя считаешь?»), и Чжэ Хун стал лидером группы. 13 июня 2011 года группа выпустила тизер заглавного трека с их нового мини-альбома с тем же названием. Однако, тизер был раскритикован из-за нахождения группы в клубе и распития алкоголя. В то время, трое участников Led Apple были несовершеннолетними, и тизер обвиняли в отрицательном влиянии на сознание молодежи.
Первый мини-альбом группы Niga Mwonde, и заглавный трек с тем же названием был выпущен 15 июня 2011 года вместе с двумя разными музыкальными видео; обычной версией и драматической версией. Однако группа столкнулась с другим конфликтом после того, как многие интернет сообщества заявили, что сингл Led Apple «Niga Mwonde» стал плагиатом песни CN Blue «Love». Однако Startory Entertainment позже выпустило заявление относительно вопроса о плагиате, заявив, что обе песни были написаны композитором Ли Сан-Хо, поэтому они были похожи. Niga Mwonde заняла шестьдесят седьмое место в Чарте Gaon.
19 июля 2011 года Led Apple выпустили свой второй сингл из мини-альбома Niga Mwonde, «Birthday Killer». Песня была выпущена в попытке показать антифанатам, что их комментарии, полные ненависти, могут заставить идолов пойти на экстремальные шаги из-за эмоционального стресса. Музыкальное видео удостоилось похвал как от критиков, так и от фанатов за то, что было эффективным в передаче посыла. Однако песня не добилась коммерческого успеха и не вошла в список первой сотни в чарте Gaon.
После завершения промоушена мини-альбома Niga Mwonde, лидер Чжэхун покинул группу по личным причинам, которые не были объявлены. 28 октября 2011 года было объявлено, что к группе для предстоящего сингла присоединяется Кону, который является сыном известного композитора Пак Кванхёна. 3 ноября объявили шестого участника и нового лидера группы Хан Бёля, а также выпустили тизеры остальных участников группы.
7 ноября тизер их следующего мини-альбома CODA был выпущен и была раскрыта новая научно-фантастическая концепция. Длительный девятиминутный тизер был также выпущен 9 ноября и был назван «апечатляющим» Музыкальное видео их следующего сингла «Eojjeoda Majuchin» (кор. 어쩌다 마주친; оччода маджучхин, «случайно столкнулся с тобой») был выпущен 11 ноября с участием бывшей участницы SeeYa Нам Гюри в роли киборга и возлюбленного в видео. На неделе начиная со 2 декабря мини-альбом группы CODA смог достигнуть шестого места в чарте Gaon. 15 декабря 2011 года Led Apple были номинированы в качестве «Ожидаемых суперновичков 2012 года» для награды на Wave K Super Rookies Awards. Группа смогла достигнуть третьего результата, проиграв RaNia и B1A4 соответственно.

### 2012-настоящее время: K-Rookies Party, Vol. 1 и сольные концерты
29 января 2012 года Led Apple показали тизер их нового сингла, «Time Is Up». Позже было объявлено, что Led Apple назначили нового лидера группы — Ёнчжуна, так как Ханбёль, который был лидером, должен был сконцентрироваться на своей учёбе. 2 февраля группа вернулась на сцену Mnet’s M! Countdown с их новым синглом «Time Is Up», и песня была выпущена на следующий день. Музыкальное видео было выпущено 6 февраля, и сингл интенсивно продвигался на музыкальным шоу. 12 февраля было объявлено, что Led Apple будут сниматься в их собственном реалити-шоу под названием Led Apple Entertainment, где шестеро участников должны создать и контролировать свою собственную выдуманную развлекательную компанию, тогда как к ней должны будут присоединиться стажёры. Шоу вышло в эфир 15 февраля, и последний выпуск вышел 21 марта на SBS MTV.
5 марта Led Apple объявили на своей странице Facebook, что группа завершает промоушен с «Time Is Up» и выпускает новый цифровой сингл «Sadness». Сингл был выпущен 9 марта, они исполнили его на KBS’s Music Bank в качестве сцены возвращения. 16 марта группа дебютировала в Японии после участия в концерте K-Rookies Party, Vol. 1, который состоялся в Nakano Sun Plaza в Токио. Группа исполнила четыре песни в завершающей части концерта и позже выразила желание возвратиться в Японию во время пресс-конференции. 26 марта Led Apple выпустили музыкальное видео «Sadness», и песня заняла 58-е место в чарте Gaon.
После завершения промоушена с «Sadness» группа объявила, что проведет первый сольный концерт под названием Now Playing — Led Apple in Seoul, Vol. 1. Концерт прошёл 11 мая в Soundholic City в Сеуле. В нём также выступила группа Toxic, победитель Band Survival на канале KBS2: Лучшие приглашённые исполнители Благодаря успеху своего первого сольного концерта группа провела два дополнительных концерта в провинциях Дэгу и Пусане 18 и 19 мая соответственно. Группа объявила о своём возвращение в Японию со вторым сольным концертом. Их второй сольный концерт прошёл 23 июня в Shinagawa Prince Stellar Ball в Токио, однако Кону не смог принять участие в нём из-за проблем со здоровьем.
5 июля 2012 года Led Apple выпустили музыкальное видео их песни «Run To You» из третьего мини-альбома «Run To You». Песня продвигалась на музыкальных шоу. Бывший участник Кону покинул группу в связи с проблемами со здоровьем почти сразу же после выхода песни.

## Участники
- Нынешние

| Сценический псевдоним | Сценический псевдоним | Имя при рождении | Имя при рождении | Дата рождения   | Роль                        |
| Кириллица             | Хангыль               | Кириллица        | Хангыль          | Дата рождения   | Роль                        |
| --------------------- | --------------------- | ---------------- | ---------------- | --------------- | --------------------------- |
| Ёнджун                | 영준                  | Со Ёнджун        | 서영준           | 11 мая 1990     | лидер, гитарист             |
| Ханбёль               | 한별                  | Чан Ханбёль      | 장한별           | 4 июля 1990     | солист, солист-рэпер        |
| Хёсок                 | 효석                  | Ким Хёсок        | 김효석           | 27 апреля 1993  | барабанщик                  |
| Кванъён               | 광연                  | Ким Кванъён      | 김광연           | 12 июня 1993    | басист, бэк-рэпер           |
| Кюмин                 | 규민                  | И Кюмин          | 이규민           | 10 октября 1993 | солист, солист-рэпер, макнэ |

- Бывшие

| Сценический псевдоним | Сценический псевдоним | Имя при рождении | Имя при рождении | Дата рождения  | Роль                         |
| Кириллица             | Хангыль               | Кириллица        | Хангыль          | Дата рождения  | Роль                         |
| --------------------- | --------------------- | ---------------- | ---------------- | -------------- | ---------------------------- |
| Сонхён                | 성현                  | И Сонхён         | 이성현           | 3 августа 1988 | лидер, барабанщик            |
| Минён                 | 민용                  | И Минён          | 이민용           | 1 октября 1989 | солист                       |
| Чэхун                 | 재훈                  | Чхве Чэхун       | 최재훈           | 22 ноября 1989 | лидер, солист                |
| Ио                    | 이오                  | Чон Киук         | 전기욱           | 22 января 1991 | солист, солист-рэпер         |
| Кону                  | 건우                  | Пак Кону         | 박건우           | 18 января 1991 | диджей, клавишник, бэк-рэпер |